# Nick Zoricic
Nikola "Nik" Zoricic, né le 19 février 1983 à Sarajevo (Yougoslavie) et mort le 10 mars 2012 à Interlaken (Suisse), à 29 ans, est un skieur acrobatique canadien spécialiste du skicross.

## Biographie
Nick Zoriric natif de Sarajevo a émigré au Canada à l'âge de 5 ans et a rapidement participé à des compétitions de ski. Il débute en Coupe du monde le 19 janvier 2009 à Lake Placid, et accède au podium pour la première fois en janvier 2011 à St. Johann in Tirol en prenant la deuxième place.

## Décès
Le 10 mars 2012, lors d'un huitième de finale de l'épreuve de Coupe du monde de Grindelwald, il sort de piste après un saut et vient heurter violemment le filet de protection. L'assistance médicale est venue rapidement à son secours et il est ensuite transporté à l'hôpital d'Interlaken, où son décès par traumatisme crânien est constaté.

## Palmarès

### Championnats du monde
| Édition/Discipline          | skicross |
| Mondiaux 2011 à Deer Valley | 8e       |

### Coupe du monde
- Meilleur classement général : 19e en 2011.
- Meilleur classement en skicross : 5e en 2011.
- 2 podiums à St. Johann in Tirol et aux Contamines.